# Терстон (Огайо)
Терстон (англ. Thurston) — селище (англ. village) в США, в окрузі Феєрфілд штату Огайо. Населення — 603 особи (2020).

## Географія
Терстон розташований за координатами 39°50′34″ пн. ш. 82°32′41″ зх. д. / 39.84278° пн. ш. 82.54472° зх. д. (39.842654, -82.544584).  За даними Бюро перепису населення США в 2010 році селище мало площу 0,67 км², уся площа — суходіл. В 2017 році площа становила 1,05 км², уся площа — суходіл.

## Демографія
Згідно з переписом 2010 року, у селищі мешкали 604 особи в 219 домогосподарствах у складі 152 родин. Густота населення становила 897 осіб/км².  Було 238 помешкань (353/км²).
Расовий склад населення:
| - 95,4 % — білих - 0,3 % — корінних американців - 0,2 % — азіатів |

До двох чи більше рас належало 3,8 %. Частка іспаномовних становила 1,3 % від усіх жителів.
За віковим діапазоном населення розподілялося таким чином: 29,1 % — особи молодші 18 років, 59,1 % — особи у віці 18—64 років, 11,8 % — особи у віці 65 років та старші. Медіана віку мешканця становила 34,6 року. На 100 осіб жіночої статі у селищі припадало 92,4 чоловіків;  на 100 жінок у віці від 18 років та старших — 97,2 чоловіків також старших 18 років.
Середній дохід на одне домашнє господарство  становив 39 389 доларів США (медіана — 32 614), а середній дохід на одну сім'ю — 47 854 долари (медіана — 44 375). Медіана доходів становила 45 000 доларів для чоловіків та 31 375 доларів для жінок. За межею бідності перебувало 27,3 % осіб, у тому числі 35,4 % дітей у віці до 18 років та 33,8 % осіб у віці 65 років та старших.
Цивільне працевлаштоване населення становило 235 осіб. Основні галузі зайнятості: роздрібна торгівля — 21,7 %, освіта, охорона здоров'я та соціальна допомога — 11,9 %, виробництво — 11,5 %.